# Cimitero ebraico di Conegliano
Il cimitero ebraico di Conegliano, oggi dismesso, è stato il luogo di sepoltura della comunità ebraica di Conegliano dal 1545 alla fine del XIX secolo.

## La storia
Il cimitero ebraico di Conegliano fu inaugurato nel 1545 sul colle del Cabalan, una delle aree più suggestive e panoramiche della città. Prima di questo esisteva un altro cimitero, del quale però non resta più traccia se non nei documenti; esso era situato sul fianco della collina del castello in corrispondenza dell'attuale via dei Pascoli.
Il nuovo cimitero serví per secoli alle esigenze della comunità ebraica di Conegliano senza interruzioni fino al 1882-84 allorché venne dismesso essendo stato concesso agli ebrei di seppellire i propri morti in una sezione riservata nel cimitero comunale di San Giuseppe. L'area cimiteriale fu utilizzata anche dalla Comunità ebraica di Ceneda prima che a questa fosse concesso un proprio camposanto.
Abbandonato per decenni, anche a causa dell'estinguersi della locale comunità ebraica, e ridotto in condizioni di grave degrado, il cimitero di Conegliano è stato di recente recuperato dal Gruppo archeologico coneglianese su richiesta della Comunità ebraica di Venezia, che ne detiene la proprietà. In occasione del restauro fu anche creato dal Comune il nuovo ingresso da viale Gorizia: una ripida salita di centodieci gradini, intitolata a Marco Grassini, ebreo, sindaco di Conegliano nell'Ottocento. L'ingresso originario (non più esistente e oggi compreso in proprietà private) era in cima al colle, sul lato opposto da dove si giunge ora; lo testimoniano le fondamenta di una piccola cappella che veniva usata per far sostare la salma prima della sepoltura.
Nel cimitero si trovano circa centotrenta lapidi per lo più orientate verso oriente, in direzione di Gerusalemme. Originariamente erano molte di più ma molte sono andate perdute per l'incuria e gli smottamenti del terreno. Il materiale usato è arenaria o pietra calcarea, a seconda delle disponibilità economiche. Le epigrafi più antiche, per la maggior parte in ebraico, riportano passi della Bibbia. Quelle più recenti, ottocentesche, sono invece generalmente in lingua italiana. Alcune lapidi presentano decorazioni con foglie, finte colonne o con l'indicazione della famiglia del defunto, ciascuna delle quali è contraddistinta da un diverso stemma simbolico: il gallo con luna, stelle e spiga si riferisce alla famiglia Luzzato; la torre con due leoni rampanti ai Grassini, lo scoiattolo ai Goneian o Conian, che ebbero tra i loro discendenti anche Lorenzo Da Ponte (Emanuele Conegliano), librettista di Mozart.